# Asp (Denemarken)
Asp is een plaats in de Deense regio Midden-Jutland, gemeente Struer. De plaats telt 361 inwoners (2008).